# モルシェド・カーン
モルシェド・カーン（ベンガル語: মোরশেদ খান、ラテン文字:M.Morshed Khan、1940年8月8日 -）はバングラデシュの政治家。2001年から2006年までバングラデシュの外務大臣を務めた。

## 経歴
イギリス領インド帝国チッタゴン生まれ。1962年から東京農工大学に留学し、同大学卒業。1986年国会議員に選出。2001年から2006年まで外務大臣を務めた。2007年に汚職防止委員会に告訴され、2008年に特別判事法廷で懲役13年の判決が下された。2019年にバングラデシュ民族主義党副総裁を退任し政界引退を表明した。